# Поречье (остановочный пункт, Свердловская железная дорога)
Поре́чье — остановочный пункт Екатеринбургского региона Свердловской железной дороги на межстанционном перегоне Туринск-Уральский — Сарагулка. Расположен в посёлке Поречье Туринского района Свердловской области.

## Название
Современное название остановочного пункта связано с его расположением около одноимённого посёлка. Данное название присвоено приказом ОАО «РЖД» от 10.10.2022 № 59 и изданным на его основе приказом Росжелдора от 11.11.2022 № 608  в ходе кампании по присвоению наименований безымянным остановочным и раздельным пунктам Свердловской железной дороги (как правило, именуемым по километражу тех или иных железнодорожных веток). Приказ Росжелдора вступил в силу через 14 дней с момента подписания.
Ранее остановочный пункт назывался  284-м километром (284 км) по километражу устье-ахинского направления от станции Шарташ в городе Екатеринбурге.
Мероприятия по переименованию в рамках вышеупомянутой кампании проводились ещё с 2020 года.

## Географическое положение
Остановочный пункт находится на 284-м километре километре железнодорожной ветки Шарташ — Егоршино — Устье-Аха, на перегоне Туринск-Уральский — Сарагулка. Железная дорога в данной местности проходит субширотно.
Остановочный пункт расположен в восточной части Туринского района и Туринского городского округа (границы района и городского округа полностью совпадают), к востоку от города Туринска и к западу от города Тавды, в посёлке Поречье. Сам посёлок расположен севернее железной дороги, а южнее протекает река Таволожка.
Посёлок и остановочный пункт расположены среди глухих западносибирских лесов. Остановочный пункт и участок железной дороги в данном месте окружены землями 32-го и 36-го кварталов урочища подсобное хозяйство Туринского ЛПХ Туринского участкового лесничества Туринского лесничества.

## Пригородные перевозки
Остановочный пункт находится на однопутном неэлектрифицированном участке Егоршино — Тавда. Здесь останавливаются пригородные поезда, курсирующие на данном участке в обоих направлениях. Вокзала и билетных касс в Поречье нет.

### Электронные ресурсы
1. 1 2 3  Остановочный пункт 284 км. Фотолинии — Railwayz.info. Дата обращения: 29 марта 2023. Архивировано 29 марта 2023 года.
2. 1 2 3  Павел Яблоков. Новые имена: Свердловская железная дорога продолжила замену «номерных» платформ звучными топонимами. tr.ru (22 ноября 2022). Архивировано 24 марта 2023 года.
3. 1 2  Данные получены при помощи картографического сервиса Яндекс Карты.
4. ↑  Лесохозяйственный регламент Туринского лесничества Свердловской области
5. ↑  Поречье — остановочный пункт — Точка-на-Карте. Дата обращения: 29 марта 2023. Архивировано 29 марта 2023 года.